# Ломбард (Илиноис)
Ломбард (енгл. Lombard) град је у америчкој савезној држави Илиноис.

## Демографија
По попису из 2010. године број становника је 43.165, што је 843 (2,0%) становника више него 2000. године.
| Група             | 2000.          | 2010.          |
| Белци             | 35.591 (84,1%) | 32.790 (76,0%) |
| Афроамериканци    | 1.141 (2,7%)   | 1.967 (4,6%)   |
| Азијати           | 2.982 (7,0%)   | 4.217 (9,8%)   |
| Хиспаноамериканци | 2.012 (4,8%)   | 3.487 (8,1%)   |
| Укупно            | 42.322         | 43.165         |